# VG247
VG247 es un blog de videojuegos, publicado en Reino Unido y fundado en febrero de 2008 por el veterano de la industria Patrick Garratt. En 2009, el sitio web CNET lo calificó como el tercer mejor blog de videojuegos del mundo.

## Historia
Fundado el 1 de febrero de 2008 en colaboración entre el periodista de videojuegos Patrick Garrat y Eurogamer Network, VG247 se diseñó como un blog solo de noticias, siendo el primero blog especializado de este tipo en el Reino Unido, similar a los americanos Kotaku y Joystiq. En su lanzamiento, VG247 no analizaba videojuegos y, en cambio, se centraba en noticias, entrevistas y avances. Garratt fue el único miembro del equipo en el momento de lanzamiento, aunque este creció con el tiempo con la inclusión de los contribuyentes Mike Bowden y Nathan Grayson.
A comienzos de 2009, el sitio web se relanzó cambiando su nombre de videogaming247.com a VG247; al mismo tiempo el sitio cambió su URL principal a www.vg247.com, y publicó un nuevo diseño de la web, con características y personal mejorados. El sitio contrató más persona durante el año siguiente.
VG247 comenzó a crear videos originales en 2012 y realizó cambios en el personal. Matt Martin se convirtió en el director en jefe y el fundador Patrick Garratt cambió a un rol de distribuidor a tiempo completo en 2014; durante el mismo periodo de tiempo, el sitio web lanzó su tercer diseño. También publicó una edición en italiano en marzo de ese año.
En octubre de 2015, VG247 publicó su avance de Uncharted 4: El desenlace del ladrón y pidió disculpas tras se contactado por Sony, ya que el videojuego que habían jugado era Uncharted 2: El reino de los ladrones de la edición remasterizada en Uncharted: The Nathan Drake Collection.
Empezando en septiembre de 2019, el sitio comenzó a añadir análisis de videojuegos recientes, utilizando un sistema de valoraciones de 5 estrellas.

## Premios
VG247 ha sido nominado dos veces como el mejor sitio web y mejor blog en los Game Media Awards en 2008 y 2009. Aunque en 2008 no ganó el premio, en 2009 si ganó el premio a mejor blog, y Garrat ganó el premio a mejor escritor online especializado. Garratt fue premiado con tres premios Games Media Legend en 2009.
El sitio web fue nominado como mejor blog online en los Games Media Awards de 2010, pero perdió frente a Rock Paper Shotgun. De nuevo en 2011, también fue nominado en los Games Media Awards.